# La Brigada Lincoln (banda)
La Brigada Lincoln fue un grupo de rock formado en 1986 en la ciudad de Elda (Alicante) por Fabián Villena (voz y guitarra), Patricio Caparrós (bajo) y Joaquín “Chimo” Llopis (batería).

## Historia
El origen del grupo se remonta a 1984, cuando los tres integrantes del grupo se reúnen para formar una banda de estilo rockabilly.  Bajo el nombre de “Tupés Oscuros” se dedican principalmente a tocar versiones de Stray Cats, New Model Army o The Clash. Al año siguiente y tras quedar en segundo lugar en un concurso local de rock, organizado por la Concejalía de Juventud del Ayuntamiento de Elda, graban su primer single, compartido con el ganador.
En 1986, ya como La Brigada Lincoln, quedan finalistas en el concurso “Pop-Rock’86” de la Comunidad Valenciana, lo que les permite incluir un tema suyo, “La ley de la calle” en el disco recopitorio “Rock 86” publicado por Xirivella Records. Ese mismo año graban con la compañía independiente BIS Records un Mini-LP de cinco canciones que llevará por título “La Brigada Lincoln” y que contó con la colaboración de Ulises Montero y Charly “Alphaville”. 
El disco tuvo una gran acogida y recibió muy buenas críticas, el tema Mi corista favorita llegó a entrar en la lista de 40 principales en abril lo que permitió al grupo salir de gira por toda la península y volver en 1987 a grabar un segundo Mini-LP, “La sed” de nuevo para BIS Records.
En octubre de 1987 graban su primer LP en los estudios Aprilia de Barcelona, sin embargo, problemas de índole económica entre el sello “independiente alicantina” y los estudios de grabación hacen que este trabajo no vea la luz hasta un año más tarde cuando la compañía Zafiro se hace cargo de la situación y finalmente edita “La piel del sur”, el que a la postre sería el primer y único disco de larga duración de la banda. 
Entre 1988 y 1989 contaron con la colaboración del saxofonista Nando Pico y Antonio 'Peluso' Pujante como guitarra solista durante su tournée de promoción del álbum "La piel del sur" 
El cambio de estilo, más alejado del rockabilly inicial y más próximo al pop-rock provocan la ruptura del grupo a principios de los 90. Chimo López se marcha y es sustituido a la batería por Frank van Bergen.  Con un nuevo nombre, “Cienfuegos”, graban en 1990 el álbum “Besos”, que no obtiene el éxito esperado y finalmente la banda se separa en 1992.

## Discografía
- La Brigada Lincoln.  Mini LP. BIS Records 1986
- La sed.  Mini LP. BIS Records 1987
- La piel del sur. LP. Zafiro 1988